# Carl-Fredrik Corin
Carl-Fredrik Louis Corin, född 25 november 1906 i Göteborg, död 7 juni 2001 i Stockholm, var en svensk arkivarie.
Corin, som var son till köpman Eric Corin och Alice Sachs, blev filosofie magister 1929, filosofie licentiat 1937, filosofie doktor 1958 och docent i stadshistoria vid Stockholms högskola 1958. Han blev tjänsteman på Stockholms stadsarkiv 1930, andre arkivarie där 1939, förste arkivarie 1952 och var stadsarkivarie 1966–1971. Han var styrelseledamot i Minerva 1959–1966 (sekreterare 1959–1961), i Genealogiska föreningen 1941–1965 och sekreterare i Stockholms kommunstyrelses handbokskommitté 1967–1977. Han invaldes som ledamot Kungliga Samfundet för utgivande av handskrifter rörande Skandinaviens historia 1958. 
Corin utgav Vänersborgs historia, 1. Tiden t.o.m. 1834 (1944), Stockholms förmyndarkammare 1667–1956 (tillsammans med Carl Rundquist 1956), Självstyre och kunglig maktpolitik inom Stockholms stadsförvaltning 1668–1697 (doktorsavhandling 1958), Arboga stads historia från 1500-talets mitt till 1718 (1978) och Privilegier resolutioner och förordningar för Sveriges städer, del 6 (tillsammans med Folke Sleman 1985). Han var redaktör för och medarbetare i Oscars församling 50 år (1956), medverkade i Svenskt biografiskt lexikon och Svenska män och kvinnor och skrev artiklar i facktidskrifter.
Carl-Fredrik Corin är begravd på Norra begravningsplatsen utanför Stockholm.